# Internetski strip
Internetski stripovi ili webstripovi su stripovi čije je glavno obilježje da su prilikom nastanka ili trajno objavljivani samo putem interneta, što danas u praksi znači na mrežnim stranicama. Neki stripovi koji su isprva zaživjeli na internetu kasnije su se počeli objavljivati i u novinama odnosno drugim tiskanim izdanjima, poput Homestucka.

## Poznati stripovi
Popis webstripova, s obzirom na to da je riječ o samizdatu, nepregledan je, pa iz dva članka o internetskim stripovima na hrvatskome jeziku navodimo njih nekoliko koji se ističu (abecednim redom):
- Abstruse Goose
- Cyanide & Happiness
- Dilbert
- xkcd